# Untamed (serie televisiva)
Untamed è una serie televisiva statunitense ideata da Mark ed Elle Smith, resa disponibile su Netflix a partire dal 17 luglio 2025.

## Trama
Parco nazionale di Yosemite: una ragazza sconosciuta cade dalla celebre vetta conosciuta come El Capitan. Le indagini, affidate al veterano Kyle Turner, ranger scorbutico e solitario con un doloroso passato, sembrano fin da subito indicare un suicidio. Ma Turner cerca di capire chi sia la ragazza, partendo da pochi e confusi indizi, scontrandosi in più occasioni con i suoi superiori che vogliono chiudere il caso il prima possibile confermando il suicidio, per non creare una pubblicità negativa allo Yosemite e di conseguenza perdere visitatori. Grazie alla caparbietà della nuova ranger Naya, da poco assunta nel parco, Turner scopre invece che la ragazza era una bambina che viveva a margini del parco con la famiglia, scomparsa diversi anni prima e mai ritrovata, un caso che lui stesso aveva seguito in prima persona e che ancora non gli dà pace.

## Episodi
| N° | Titolo originale     | Titolo in italiano           | Pubblicazione  |                |
| -- | -------------------- | ---------------------------- | -------------- | -------------- |
| 1  | A Celestial Event    | Un evento celeste            | 17 luglio 2025 | 17 luglio 2025 |
| 2  | Jane Doe             | Jane Doe                     | 17 luglio 2025 | 17 luglio 2025 |
| 3  | El-o'-win            | El-o'-win                    | 17 luglio 2025 | 17 luglio 2025 |
| 4  | Gold Rush            | Corsa all'oro                | 17 luglio 2025 | 17 luglio 2025 |
| 5  | Terces               | Oterges                      | 17 luglio 2025 | 17 luglio 2025 |
| 6  | All Trails Lead Here | Tutti i sentieri portano qui | 17 luglio 2025 | 17 luglio 2025 |

## Personaggi e interpreti

### Principali
- Eric Bana: Kyle Turner, ranger del Parco nazionale di Yosemite ed agente speciale dell'Investigative Services Branch
- Sam Neill: Paul Souter, capo  dei ranger del Parco
- Rosemarie DeWitt: Jill Bodwin
- Lily Santiago: Naya Vasquez, recluta ranger
- Wilson Bethel: Shane Maguire